# SD картица
SD картица је власнички формат меморијских картица који је развио SD Card Association (SDA) за преносне уређаје.
Стандард је уведен августа 1999. заједничким напорима Сандиска, Панасоника (Матсушите електрик) и Тошибе као побољшање меморијске картице MultiMediaCards (MMC). Убрзо је постао индустријски стандард. Поменуте три компаније основале су SD-3C, компанију која лиценцира и спроводи права интелектуалне својине у вези са SD меморијским картицама, SD хостом и помоћним производима.
Јануара 2000, компаније су основале и непрофитну организацију SD Association (SDA) ради промовисања и стварања стандарда SD картица. SDA има око 1.000 компанија чланица. Она користи неколико заштићених логотипа које поседује и лиценцира SD-3C за подстицање сагласности са спецификацијама и обезбеђивања компатибилности корисницима.